# Alfred Seppelt

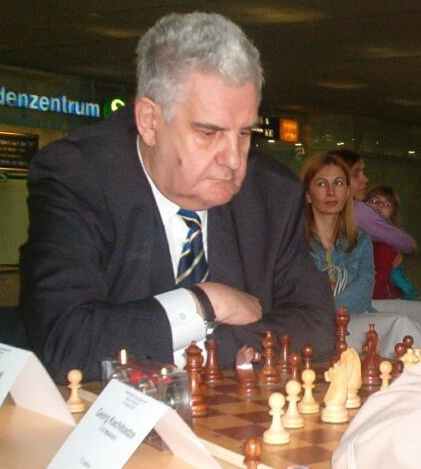
Alfred Seppelt beim Tag des Schachs 2004 im Berliner Ostbahnhof

Alfred Seppelt (* 12. Juli 1929 in Magdeburg; † 21. Oktober 2015 in Berlin) war ein deutscher Schachfunktionär und von 1984 bis 2004 Präsident des Berliner Schachverbandes.

## Leben
Mit seinen Eltern siedelte Seppelt 1939 von seiner Geburtsstadt Magdeburg nach Berlin über. Schon früh zeigte sich sein Talent für wirtschaftliche und organisatorische Belange. Eine kaufmännische Ausbildung folgte und in den nächsten Jahren war er Inhaber mehrerer Drogerien in Berlin.

## Schachliche Aktivität
Das Schachspiel erlernte Seppelt nach dem Zweiten Weltkrieg von seinem Vater. 1948 trat er 19-jährig der Schachgruppe Wilmersdorf bei und entwickelte sich schon bald zu einem guten Spieler. Seppelt wechselte bald zur BSG 1827 Eckbauer. Mit dieser nahm er 1953 und 1954 an der Endrunde der deutschen Mannschaftsmeisterschaft teil. Später spielte er für die SVg Lasker Steglitz, für die er auch in der Saison 1985/86 in der 1. Bundesliga zum Einsatz kam.
Insgesamt 25-mal nahm Seppelt an West-Berliner Meisterschaften teil, die er 1960 einmal gewinnen konnte. 1978 fügte er diesem Erfolg einen weiteren in der West-Berliner Pokaleinzelmeisterschaft hinzu. Seine höchste Elo-Zahl von 2220 erreichte Seppelt im Juli 1989.
Der Berliner Seppelt nahm an mehreren Turnieren in der Bundesrepublik Deutschland teil, wie zum Beispiel am Deutschen Kandidatenturnier 1964 in Ingolstadt.

## Wirken für das Berliner Schachleben
Zum aktiven Schachsport trat zunehmend die organisatorische Karriere hinzu. Im Jahr 1976 rückte er in den Vorstand des BSV auf und orientierte sich zwei Jahre später mit einem Schachvertrieb auch beruflich um. 1984 löste er Alfons Henske an der Spitze des Berliner Schachverbandes ab und prägte fortan das Berliner Schachleben.
Die von Seppelt initiierten Veranstaltungen waren vielfältig. 1983 hob er das Open-Turnier American Summer aus der Taufe. Es war danach als Berliner Sommer das Open mit den seinerzeit größten Teilnehmerzahlen zwischen 480 und 550. Die 16. Auflage im Jahr 1998 war wegen Finanzierungs- und Raumproblemen das letzte Turnier. Besonderer Beliebtheit erfreut sich das Politiker-Schachturnier, das an einem Tag im Schnellschachmodus durchgeführt wird und 2007 bereits zum siebzehnten Mal stattfand.
Auch durch zahlreiche andere Veranstaltungen, wie Simultanwettkämpfe mit Boris Spasski, Robert Hübner, Anatoli Karpow, Michail Tal und Viktor Kortschnoi sorgte er dafür, dass das Berliner Schach in Deutschland wieder zu Geltung kam. So schaffte es Seppelt bereits 1960, lange vor Beginn seiner Funktionärslaufbahn, nach der Schacholympiade in Leipzig einige sowjetische Großmeister und die Nationalmannschaft der USA in den Westteil Berlins zu locken. Die USA (mit Bobby Fischer) gewannen am 10. November 1960 gegen eine West-Berliner Auswahl 4½:½, wobei Seppelt am vierten Brett Arthur Bisguier unterlag.
Fischer, mit dem Seppelt bereits seit 1958 lose in Verbindung stand, lud er 1972 nach Berlin ein. Dieser nahm die Einladung erst sechs Jahre danach an, als er bereits der Schachwelt adé gesagt hatte. Fischer weilte inkognito eine Woche mit seiner Mutter in Berlin und traf sich mit Seppelt. Als beide das KaDeWe besuchten, wurde Fischer von Arno Nickel, der dort gerade Schach-Computer vorführte, erkannt. Als Seppelt nach der Abreise Fischers einen Artikel in der Berliner Morgenpost veröffentlichte, war Fischer darüber sehr verärgert.
Bereits vor dem Mauerfall besuchte Seppelt Ost-Berlin. So traf er sich mit dem ehemaligen BSV-Präsidenten (1974–1976) Heinrich Burger, der 1976 als Agent der DDR enttarnt wurde und nach seiner Haft in die DDR ausreisen durfte. 1988 besuchte er den Länderkampf DDR–UdSSR und führte dabei Gespräche mit dem Vorsitzenden des Ost-Berliner Verbandes BFA Schach, Gerhard Mietzelfeldt. Als die Mauer im November 1989 fiel, trieben beide die Vereinigung der beiden Berliner Verbände voran. Seppelt war fortan Präsident des vereinigten Berliner Schachverbandes, da Mietzelfeldt auf eine Kandidatur verzichtete.
1990 wurde Seppelt mit dem Verdienstkreuz am Bande ausgezeichnet.
Im Jahr 2002 entschloss sich Seppelt, inzwischen 72-jährig, erneut für zwei Jahre als Verbandspräsident zu kandidieren. Im Gegensatz zu früher wurde er diesmal nur gegen starke Opposition im zweiten Wahlgang wiedergewählt. Im Jahr 2004 schied er aus dem Amt aus und war seitdem Ehrenpräsident des Berliner Schachverbandes.

## Privates

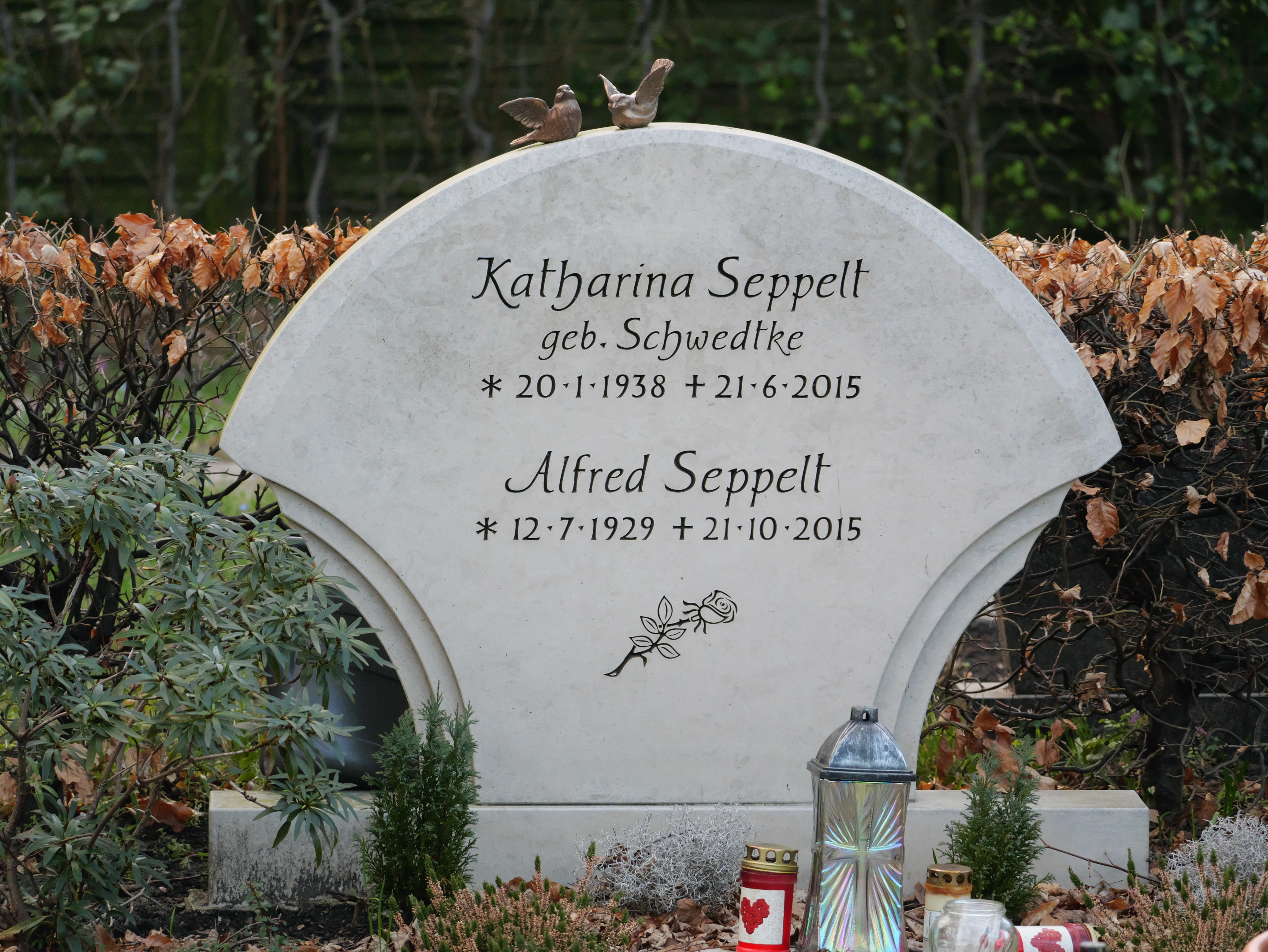
Grabstein von Katharina und Alfred Seppelt auf dem Luther-Friedhof in Berlin-Lankwitz

Seppelt lebte in Berlin-Lankwitz, wo er auch auf dem Luther-Friedhof bestattet ist.  Einer seiner beiden Söhne, Hans-Joachim, ist ein bekannter Journalist beim RBB und anerkannter deutscher Dopingexperte.